# Трієст (провінція)
Провінція Трієст (італ. Provincia di Trieste) — провінція в Італії, у регіоні Фріулі-Венеція-Джулія.
Площа провінції — 212 км², населення — 235 883 осіб.
Столицею провінції є місто Трієст.

## Демографія
Населення за роками: